# باس پترس
باس پترس (هلندی: Bas Peters؛ زادهٔ ۱۴ مهٔ ۱۹۷۶) دوچرخه‌سوار اهل هلند است.